# Histiotus humboldti
Histiotus humboldti is een zoogdier uit de familie van de gladneuzen (Vespertilionidae). De wetenschappelijke naam van de soort werd voor het eerst geldig gepubliceerd door Handley in 1996.

## Voorkomen
De soort komt voor in Colombia en Venezuela.